# Die Linke Hamburg
Die Linke Hamburg (Eigenschreibung: DIE LINKE.Hamburg) ist der Landesverband der deutschen Partei Die Linke in der Freien und Hansestadt Hamburg.

## Geschichte
Die Linke Hamburg entstand aus dem Zusammenschluss der ehemaligen Landesverbände Linkspartei.PDS Landesverband Hamburg und WASG Hamburg. Der Gründungsparteitag fand am 7. Juli 2007 statt. 2008 trat Die Linke erstmals zur Wahl der Hamburgischen Bürgerschaft an, wobei wie auch bei den folgenden Wahlen Dora Heyenn als Spitzenkandidatin agierte. Die Linke Hamburg erlangte acht Bürgerschaftsmandate (6,4 %), drei durch Direktmandate, und wurde damit viertstärkste Partei in der Bürgerschaft. Sie zog auch in alle Bezirksversammlungen ein (3 bis 6 Sitze). Bei der Bürgerschaftswahl in Hamburg 2011 erzielten die Linken das gleiche Ergebnis, allerdings wurde sie nach der FDP nur fünftstärkste Partei. Während Die Linke 2011 noch unter bestimmten Bedingungen die Tolerierung eines SPD-Senates angeboten hatte, positionierten sie sich im nächsten Wahlkampf in einer reinen Oppositionsrolle. Bei der Bürgerschaftswahl 2015 konnten sie sich mit 8,5 Prozent der Stimmen auf 11 Sitze in der Bürgerschaft verbessern, vier davon über Direktmandate in den Wahlkreisen Altona, Barmbek – Uhlenhorst – Dulsberg, Billstedt – Wilhelmsburg – Finkenwerder und Hamburg-Mitte. Damit erreichten die Linken in Hamburg das zweitbeste Ergebnis ihrer Partei in einem Landesparlament der alten Bundesländer (mehr Stimmen wurden nur bei den Wahlen des Saarländer Landtages 2009 und 2012 erreicht).
Bei den Bürgerschaftswahlen 2020 und 2025 zog Die Linke erneut in die Bürgerschaft ein.

## Kreisverbände/Bezirksverbände
Gemäß der Landessatzung und entsprechend der Hamburger Verwaltungsaufteilung ist der Landesverband aufgeteilt in 7 Bezirksverbände. Die Willensbildung und -Artikulation der Partei erfolgt auf Ebene der Bezirksverbände. Hier tauschen sich die Mitglieder regelmäßig in den Mitgliederversammlungen aus. Die ebenfalls auf dieser Ebene gewählten Bezirksverbands-Vertreter bringen die Positionen der Bezirksverbände in die in Quartalsabständen tagenden Landesparteitage ein. Um die politische Eigenständigkeit der 7 Hamburger Verwaltungsbezirke zu stärken, werden die Wahlen zu den Bezirksversammlungen mit der Änderung des Wahlrechts 2009 ab 2014 von den Wahlen zur Hamburgischen Bürgerschaft zeitlich getrennt durchgeführt. Nach dem hamburgischen Bezirksverwaltungsgesetz bilden die Bezirksverbände für die Wahlen zu den 7 Hamburger Bezirksversammlungen von der Landespartei unabhängige Bezirks-Wahllisten.
Die LINKE.Hamburg setzt sich somit aus 7 Bezirksverbänden zusammen:
- Die LINKE.Altona
  - Stadtteilgruppe Altona-Altstadt
  - Stadtteilgruppe Altona-Nord
  - Stadtteilgruppe Bahrenfeld-Ost
  - Stadtteilgruppe Flottbek (Bahrenfeld-West)
  - Stadtteilgruppe Blankenese-Sülldorf-Rissen (Bla-Sü-Ri)
  - Stadtteilgruppe Lurup/Osdorf
  - Stadtteilgruppe Ottensen
- Die LINKE.Eimsbüttel
  - Ortsgruppe Eimsbüttel-Nord
  - Ortsgruppe Harvestehude-Rotherbaum
  - Stadtteilgruppe Schnelsen / Niendorf
- Die LINKE.Hamburg-Nord
  - Stadtteilgruppe Barmbek
  - Stadtteilgruppe Dulsberg
  - Stadtteilgruppe Langenhorn
  - Stadtteilgruppe Winterhude
  - Stadtteilgruppe Eppendorf/Hoheluft-Ost
- Die LINKE.Wandsbek
  - Ortsverband Alstertal und Walddörfer
  - Ortsverband Bramfeld, Steilshoop, Farmsen und Berne
  - Ortsverband Rahlstedt
  - Ortsverband Wandsbek-Kern (Eilbek, Jenfeld, Marienthal, Tonndorf, Wandsbek)
- Die LINKE.Hamburg-Mitte
  - Stadtteilgruppe Billstedt
  - Stadtteilgruppe Finkenwerder
  - Stadtteilgruppe Hamm/Horn/Borgfelde
  - Stadtteilgruppe St. Georg
  - Stadtteilgruppe St. Pauli
  - Stadtteilgruppe Wilhelmsburg/Veddel
- Die LINKE.Harburg
  - Ortsgruppe Harburg Süderelbe
- Die LINKE.Bergedorf

## Landessprecher
Auf dem Gründungsparteitag 2007 wurden zunächst vier Landessprecher gewählt. Seit 2012 hat Die Linke Hamburg nur noch eine Doppelspitze.
2007-2012 Sprecherteam aus vier Personen:
- Christiane Schneider (2007–2008) (gewählt mit 59,8 %)
- Zaman Masudi (2007–2012) (gewählt mit 59,8 %)
- Herbert Schulz (2007–2012) (gewählt mit 61,5 %)
- Berno Schuckart (2007–2012) (gewählt mit 57,4 %)
- Karin Haas (2008–2012) (gewählt mit 80,0 %, 10. April 2010 mit 70,7 % wiedergewählt)[8]

Ab 2012 nur noch zwei Sprecher:
- Olga Fritzsche (2012–2014) (gewählt mit 71,8 %)
- Bela Rogalla (2012–2014) (gewählt mit 60,4 %)
- Sabine Wils (2014–2016)
- Rainer Benecke (November 2014–November 2017) (gewählt mit 39,3 %, 2016 mit 80,2 % wiedergewählt)
- Żaklin Nastić (Juni 2016–Mai 2018)[9] (gewählt mit 88,4 %) und erneut 2020–2022
- David Stoop (November 2017–Oktober 2020) (gewählt mit 75,7 %)
- Olga Fritzsche (2018–2020)
- Keyvan Taheri (2020–2022)
- Sabine Ritter (seit September 2022) (gewählt mit 70,9 %)
- Thomas Iwan (seit September 2022) (gewählt mit 72,4 %)

## Abgeordnete der Bürgerschaft
In der 23. Hamburger Bürgerschaft:
- Heike Sudmann, Co-Fraktionsvorsitzende, Fachsprecherin für Wohnen, Miete und Verkehr
- David Stopp, Co-Fraktionsvorsitzender, Fachsprecher für Haushalt, Öffentlichen Dienst, Europa und Frieden
- Stephan Jersch, Stv. Fraktionsvorsitzender, Fachsprecher für Umwelt, Energie, Klima, Landwirtschaft und Tierschutz
- Xenija Melnik, Stv. Fraktionsvorsitzende, Fachsprecherin für Wirtschaft und Technologiepolitik
- Deniz Celik, Vizepräsident der Hamburgischen Bürgerschaft, Fachsprecher für Gesundheit, Innenpolitik und Senior*innenpolitik
- Carola Ensslen, Fachsprecherin für Flucht & Migration, Verfassung, Eingaben und Queerpolitik
- Olga Fritzsche, Fachsprecherin für Soziales, Arbeit und Eingaben
- Marco Hosemann, Fachsprecher für Stadtentwicklung, Erinnerungskultur, Denkmalschutz, Tourismus und Bezirkspolitik
- Kay Jäger, Fachsprecher für Hafen, Öffentliche Unternehmen und Gewerkschaften
- Marie Kleinert, Fachsprecherin für Kultur, Medien, Netzpolitik, Nachhaltigkeit und Städtepartnerschaften
- Hila Latifi, Fachsprecherin für Feminismus, Diversity, Integration und Antidiskriminierung
- Jan Libbertz, Fachsprecher für Justiz, Familien- und Jugendpolitik
- Thomas Meyer, Fachsprecher für Kita- und Inklusionspolitik
- Sabine Ritter, Fachsprecherin für Schule, Wissenschaft, Ausbildung und Religion
- Martin Wolter, Fachsprecher für Sport, freiwilliges Engagement und Fankultur